# Mérinville
Mérinville ist eine französische Gemeinde mit 173 Einwohnern (Stand: 1. Januar 2022) im Département Loiret in der Region Centre-Val de Loire. Sie gehört zum Arrondissement Montargis und ist Teil des Kantons Courtenay. Die Einwohner werden Mérinvillois genannt. 

## Geografie
Mérinville liegt etwa 76 Kilometer ostnordöstlich von Orléans. Nachbargemeinden von Mérinville sind Rozoy-le-Vieil im Norden, Ervauville im Osten, Courtemaux im Süden und Südosten, Saint-Loup-de-Gonois im Süden, La Selle-sur-le-Bied im Westen und Südwesten sowie Pers-en-Gâtinais im Nordwesten.

## Bevölkerungsentwicklung
| Jahr                       | 1962 | 1968 | 1975 | 1982 | 1990 | 1999 | 2006 | 2018 |
| Einwohner                  | 126  | 118  | 115  | 110  | 88   | 109  | 155  | 182  |
| Quellen: Cassini und INSEE |      |      |      |      |      |      |      |      |

## Sehenswürdigkeiten
- Kirche Saint-Aignan
- Schloss Le Pin aus dem 17. Jahrhundert

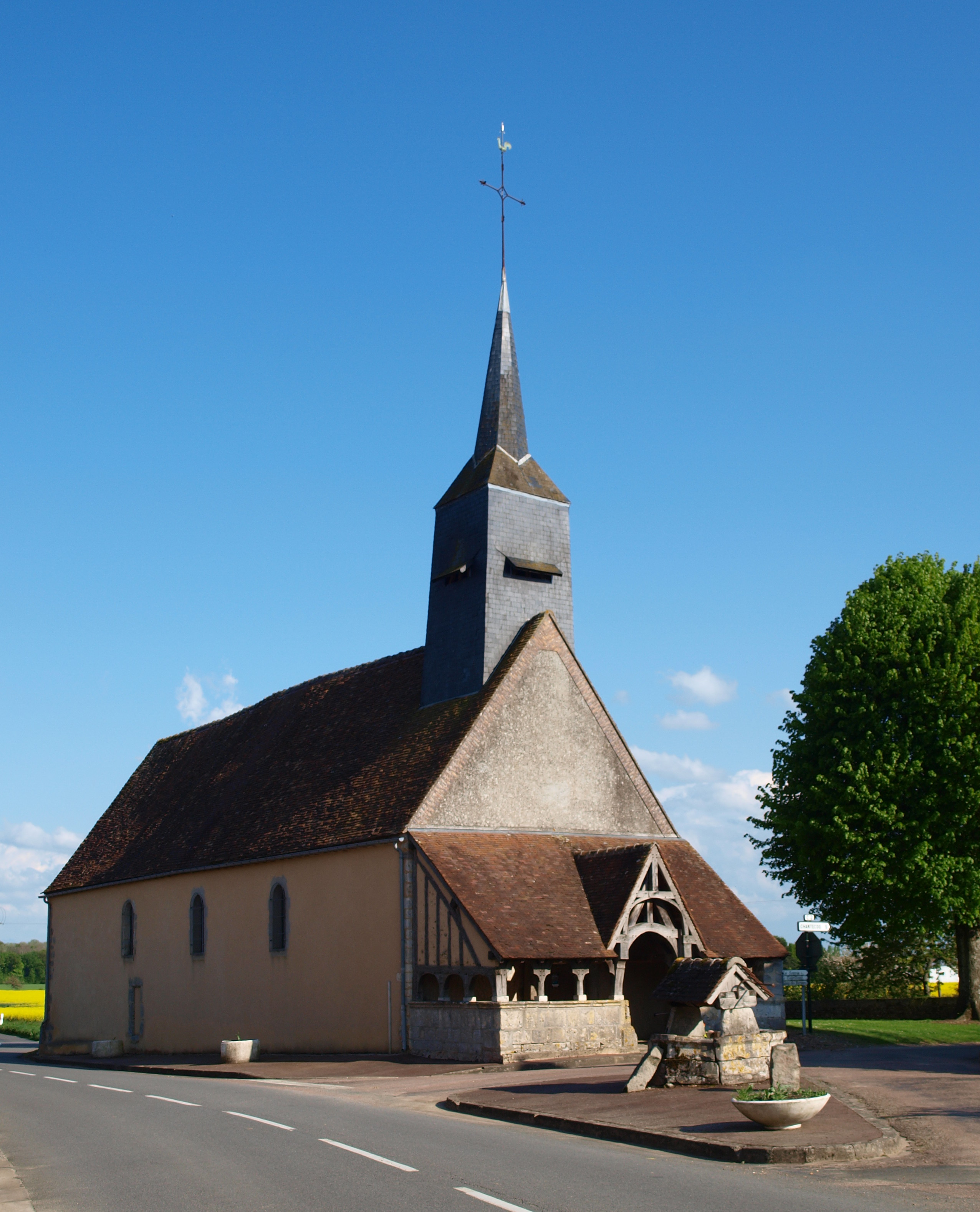
Kirche Saint-Aignan
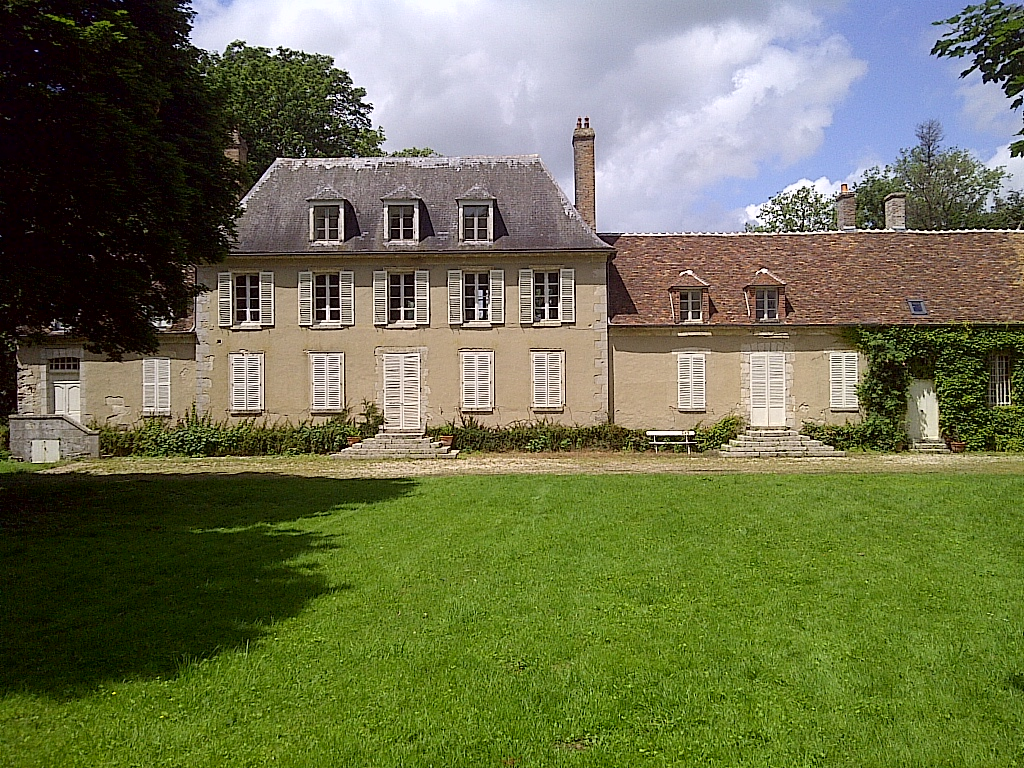
Schloss Le Pin